# L'Eau, le Feu
Pour plus de détails, voir Fiche technique et Distribution.
L'Eau, le Feu (L'acqua... il fuoco) est un film luxembourgo-italien réalisé par Luciano Emmer et sorti en 2003.

## Fiche technique
Sauf indication contraire, les informations mentionnées dans cette section peuvent être confirmées par la base de données cinématographiques IMDb,  présente dans la section « Liens externes ».
- Titre français : L'Eau, le Feu[1],[2]
- Titre original italien : L'acqua... il fuoco[3]
- Réalisation : Luciano Emmer
- Scénario : Luciano Emmer
- Photographie : Bruno Cascio (it)
- Montage : Adriano Tagliavia
- Musique : Stelvio Cipriani
- Décors : Emita Frigato (it)
- Costumes : Innocenza Coiro
- Sociétés de production : Buskin Film, Classic Film, Gentleman Film
- Pays de production :  Italie -  Luxembourg[3]
- Langue originale : italien
- Format : Couleur
- Genre : Comédie dramatique
- Durée : 94 minutes[3]
- Dates de sortie : 
  - Italie : 12 septembre 2003
  - France : 1er octobre 2003 (Festival du film italien de Villerupt)

## Distribution
- Giancarlo Giannini : David
- Sabrina Ferilli : (Stefania, Elena, Stella)
- Valérie Kaprisky :
- Olivier Pages : Bernard